# Rothschildia peruviana
Rothschildia peruviana är en fjärilsart som beskrevs av Rothschild 1907. Rothschildia peruviana ingår i släktet Rothschildia och familjen påfågelsspinnare. Inga underarter finns listade.